# For the Love of Mabel
For the Love of Mabel é um filme curto do gênero comédia norte-americano de 1913, dirigido por Henry Lehrman, estrelado por Mabel Normand, Ford Sterling e Fatty Arbuckle.